# Palais Weiss

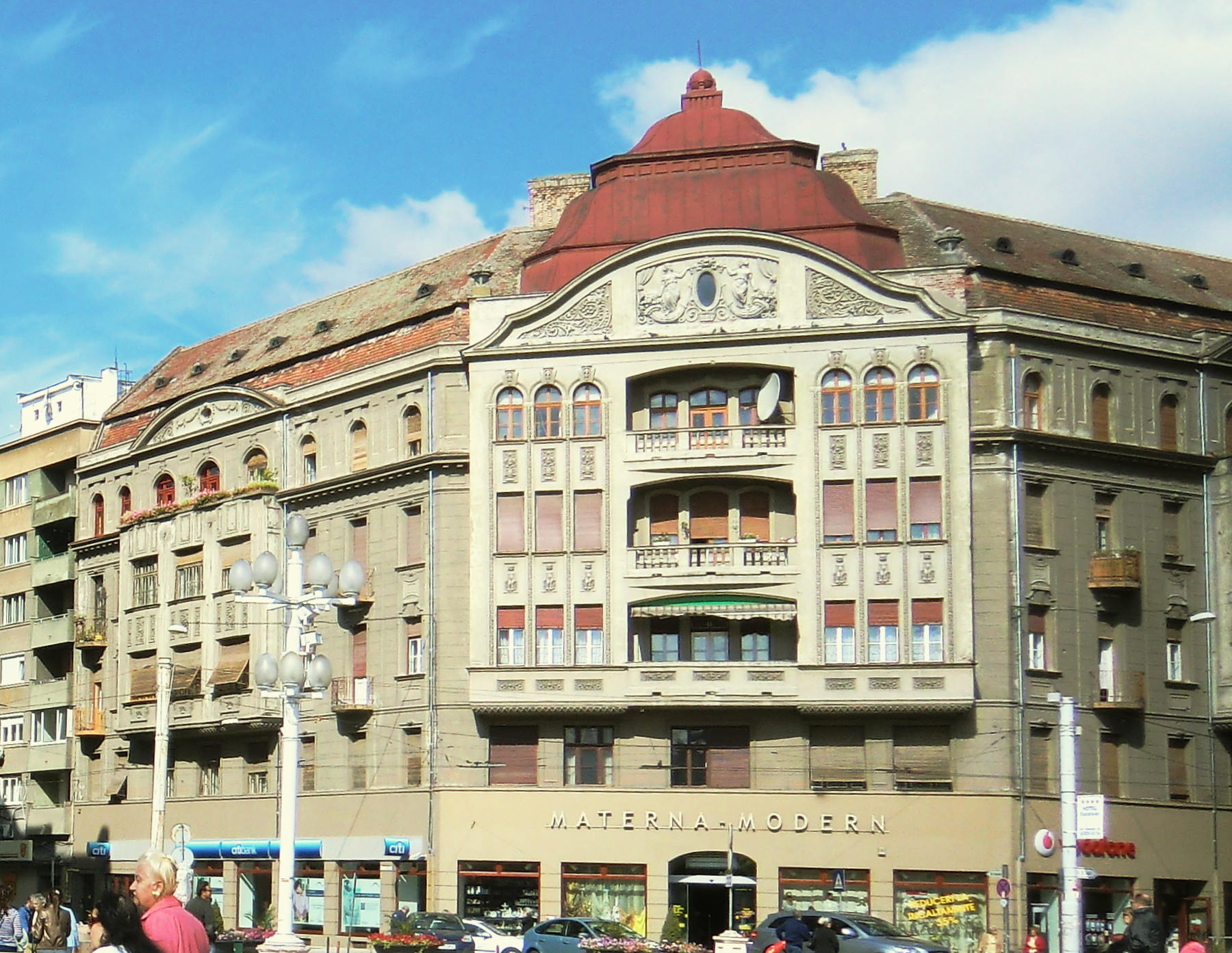
Palais Weiss

 Das Palais Weiss (rumänisch Palatul Weiss), auch Schloss Weiss, Weiss-Palast, oder Weiss-Apartments, ist ein denkmalgeschütztes vierstöckiges Gebäude an der Piața Victoriei der westrumänischen Stadt Timișoara.
Das Palais Weiss wurde im Jahre 1912 von László Székely und Anton Merbl für die Unternehmerfamilie Weiss in eklektizistischem Stil mit Barock- und Jugendstilelementen der Wiener Sezession gebaut und befindet sich neben dem Nationaltheater und Opernhaus Timișoara und dem Hotel Timișoara.